# Clara Zetkin
Clara Zetkin   (Königshain-Wiederau, 5 de juliol de 1857 - Arkhangelskoye, 20 de juny de 1933), amb nom de soltera Clara Eissner, fou una política socialista alemanya molt influent i lluitadora pels drets de les dones.

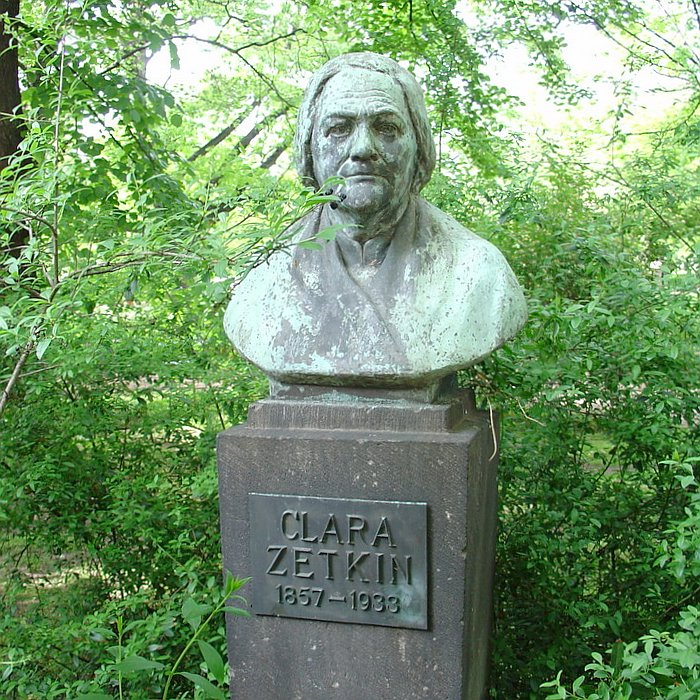
Estàtua de Clara Zetkin a Dresden

Destacà en l'organització del Sindicat d'Enquadernadors de Stuttgart i en el Sindicat de Sastres i Modistes. Estudià a Leipzig; el 1892 fundà el diari Gleichheit («Igualtat»), i des del 1895 fou membre de l'Executiva Nacional del Partit Socialdemòcrata Alemany (SPD), on s'arrenglerà amb l'esquerra front la dreta d'Eduard Bernstein i el centrisme de Karl Kautsky. El 1914, fou l'única responsable de l'SPD que se solidaritzà amb la crida internacionalista de Karl Liebknecht i Rosa Luxemburg, i fou empresonada per oposar-se a la Primera Guerra Mundial.
Com a secretària de l'Oficina Internacional de les Dones Socialistes, el març del 1915 organitzà la conferència de Dones Socialistes. Defensà el sufragi femení universal front les propostes d'un sufragi masculí universal combinat amb un sufragi femení censatari. Amiga de Vladímir Ilitx Uliànov, Lenin, i vinculada al moviment de la Lliga Espartaquista, participà en la fundació del Partit Comunista d'Alemanya (KPD). El 1920 fou elegida delegada al Reichstag fins a 1933. Membre del Comitè Executiu de la Internacional Comunista des del 1921, a partir del 1924 residí a Rússia de manera permanent.
Quan els Nazis van prendre el poder en 1933, el Partit Comunista va ser il·legalitzat. Clara Zetkin es va exiliar a la Unió Soviètica, on va morir el 20 de juny de 1933 a Moscou, a l'edat de setanta-cinc anys.
Al barri barceloní de la Sagrera hi ha un carrer que porta el seu nom.

## Biografia

### Antecedents i educació
El juliol de 1857, Clara Josephine Eißner (Eissner) va néixer a Wiederau (Saxònia), la més gran de tres germans, un poble de pagès de Saxònia que ara forma part del municipi de Königshain-Wiederau. El seu pare, Gottfried Eissner, era mestre d'escola, organista d'església i un protestant devot. La seva mare, Josephine Vitale, que tenia arrels franceses, provenia d'una família de classe mitjana de Leipzig i tenia un alt nivell d'educació. El 1872, la seva família es va traslladar a Leipzig, on ella va estudiar a l'Escola de Mestres de Leipzig per a Dones. Allà, va establir contactes amb l'infant Sozialdemokratische Partei Deutschlands (SPD; Partit Socialdemòcrata).

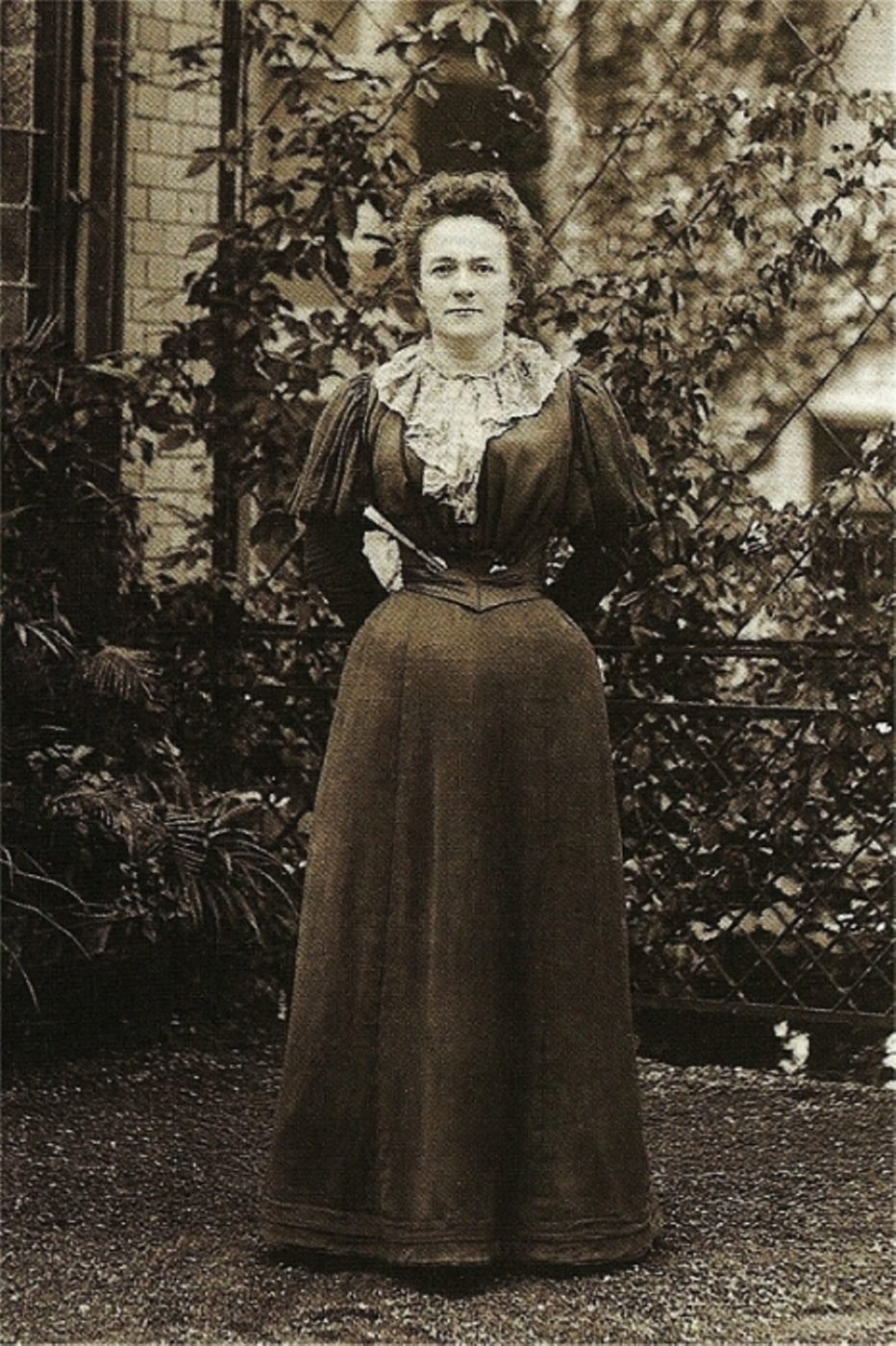
Zetkin durant un congrés a Zuric el 1897

A causa de la prohibició imposada a l'activitat socialista a Alemanya per Otto von Bismarck el 1878, Zetkin va marxar a Zuric el 1882 i després es va exiliar a París, on va estudiar periodisme i traductora. Durant la seva estada a París, va tenir un paper important en la fundació del grup Internacional Socialista. També va adoptar el nom del seu amant, el jueu rus |Ossip Zetkin, un marxista devot, amb qui va tenir dos fills, Maxim i Konstantin (conegut com a Kostja). Ossip Zetkin va emmalaltir greument a principis de 1889 i va morir el juny d'aquell any. Després de la pèrdua del seu amant, Zetkin es va traslladar a Stuttgart amb els seus fills. Va estar casada amb l'artista Georg Friedrich Zundel, que era divuit anys més jove que ella, del 1899 al 1928.

### Primera participació en el Partit Socialdemòcrata
La seva carrera política va començar després de ser presentada a Ossip Zetkin, amb qui es va casar més tard. Al cap de pocs mesos d'anar i participar en reunions socialistes, Zetkin es va comprometre completament amb el partit, que oferia un enfocament marxista a la demanda d'alliberament de les dones. Cap al 1880, a causa del clima polític a Alemanya, Zetkin es va exiliar a Suïssa i més tard a França. En tornar a Alemanya, gairebé una dècada més tard, va esdevenir l'editora del diari femení del Partit Socialdemòcrata d'Alemanya, Die Gleichheit (Igualtat), un càrrec que va ocupar durant 25 anys.
Havent estudiat per fer-se mestra, Zetkin va desenvolupar connexions amb el moviment feminista i el moviment obrer a Alemanya a partir de 1874. El 1878 es va unir al Partit Socialista Obrer (Sozialistische Arbeiterpartei, SAP). Aquest partit havia estat fundat el 1875 mitjançant la fusió de dos partits anteriors: l’ADAV, format per Ferdinand Lassalle, i l’SDAP, d’August Bebel i Wilhelm Liebknecht. El 1890, el seu nom va ser canviat a la seva versió moderna, Partit Socialdemòcrata d'Alemanya (SPD).

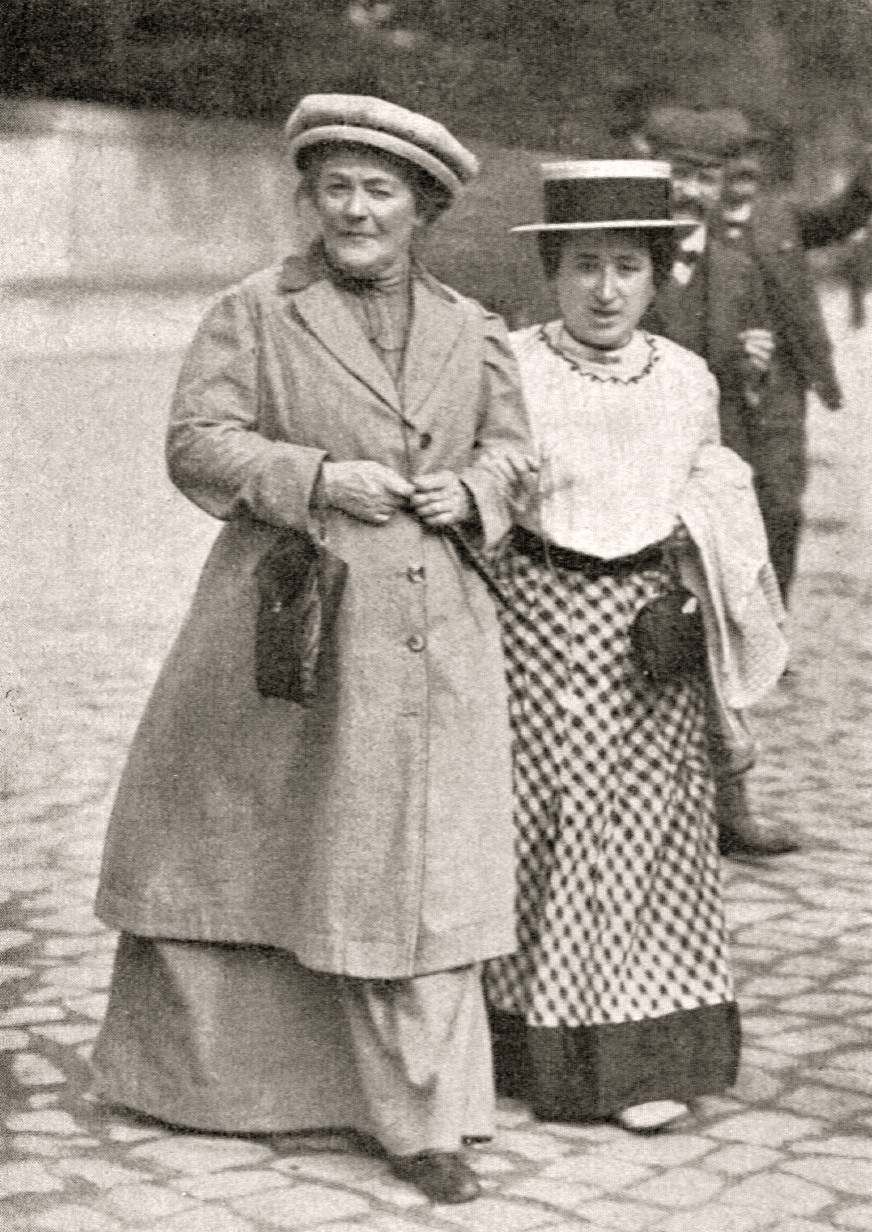
Zetkin i Rosa Luxemburg de camí al Congrés del SPD el 1910

Cap al 1898, Zetkin va fer amistat amb la jove Rosa Luxemburg que va durar 20 anys. Malgrat la indiferència de Luxemburg envers el moviment feminista, que va absorbir gran part de les energies de Zetkin, aquestes es van convertir en ferms aliats polítics a l'extrema esquerra del SDP. Luxemburg va suggerir una vegada que el seu epitafi conjunt seria Aquí jeuen els dos últims homes de la socialdemocràcia alemanya. En el debat sobre el revisionisme a principis del segle XX, van atacar conjuntament les tesis reformistes d’Eduard Bernstein, que havia rebutjat la ideologia d'un canvi revolucionari a favor del socialisme evolutiu.

### Lluita pels drets de les dones
Zetkin estava molt interessada en la política femenina, inclosa la lluita per la igualtat d'oportunitats i el sufragi femení, a través del socialisme. Va contribuir al desenvolupament del moviment feminista socialdemòcrata a Alemanya. De 1891 a 1917, va editar el diari femení de l'SPD Die Gleichheit (Igualtat). El 1907 va esdevenir la líder de la recentment fundada Oficina de la Dona a l'SPD. També va contribuir al Dia Internacional de la Dona (DID). L'agost de 1910, es va organitzar una Conferència Internacional de Dones per precedir la reunió general de la Segona Internacional Socialista a Copenhaguen, Dinamarca. Inspirats en part per les accions dels socialistes americans, Zetkin, Käte Duncker i altres van proposar que s'organitzés anualment un Dia especial de la Dona, però en aquella conferència no es va especificar cap data. Les delegades (100 dones de 17 països) van estar d'acord amb la idea com a estratègia per promoure el sufragi femení. L'any següent, el 19 de març de 1911, es va commemorar per primera vegada el Dia Internacional de la Dona (DID), amb la col·laboració de més d'un milió de persones a Àustria, Dinamarca, Alemanya i Suïssa.
Tanmateix, Zetkin s'oposava profundament al concepte de feminisme burgès, que afirmava que era una eina per dividir la unitat de les classes treballadores. En un discurs que va pronunciar davant la Segona Internacional el 1889, va declarar:
| « | Les dones treballadores, que aspiren a la igualtat social, no esperen res per la seva emancipació del moviment feminista burgès, que suposadament lluita pels drets de les dones. Aquell edifici està construït sobre sorra i no té cap base real. Les dones treballadores estan absolutament convençudes que la qüestió de l'emancipació de la dona no és una qüestió aïllada que existeix en si mateixa, sinó que forma part de la gran qüestió social. S'adonen perfectament que aquesta qüestió no es podrà resoldre mai en la societat contemporània, sinó només després d'una transformació social completa. | » |

Ella considerava el moviment feminista com a compost principalment per dones de classe alta i mitjana que tenien els seus propis interessos de classe, que eren incompatibles amb els interessos de les dones de classe treballadora. Així doncs, el feminisme i la lluita socialista pels drets de les dones eren incompatibles. Segons ella, el socialisme era l'única manera d'acabar realment amb l'opressió de les dones. Un dels seus principals objectius era aconseguir que les dones sortissin de casa i treballessin perquè poguessin participar en sindicats i altres organitzacions de drets dels treballadors per millorar les seves condicions. Tot i que argumentava que el moviment socialista havia de lluitar per aconseguir reformes que disminuïssin l'opressió femenina, estava convençuda que aquestes reformes només podrien prevaler si s'integraven en un moviment general cap al socialisme; en cas contrari, podrien ser fàcilment erradicades per una legislació futura.
Va entrevistar Vladimir Lenin sobre La qüestió femenina el 1920.
Des de la perspectiva de Zetkin, el moviment feminista va ser un component clau per al conjunt dels drets de les dones. El moviment no només va ser essencial per al moviment pels drets de les dones, sinó que també ho va ser per a la construcció de l'estat comunista. Lenin va insistir en esmentar que totes les persones que han estat explotades o oprimides sota el sistema capitalista haurien de ser incloses en el moviment pels drets de les dones, impulsant encara més el moviment cap als ideals comunistes.
La tasca de Lenin i Zetkin com a col·legues en la tasca d'impulsar les agendes comunistes i dels drets de les dones va fer progressar l'alliberament de les dones a la Unió Soviètica. En associar el moviment amb la revolució proletària més àmplia, van fer avançar la causa de l'alliberament de les dones. Els seus esforços combinats van impulsar canvis sistemàtics com ara proteccions laborals, guarderies, sufragi femení i el desmantellament de les normes socials burgeses. Tot això acabaria esdevenint en va quan Stalin va assumir el poder polític a la Unió Soviètica i van començar a ser desposseïdes de la salut reproductiva i les llibertats personals de les dones.

### Oposició a la Primera Guerra Mundial
Durant el període de la Primera Guerra Mundial, a la conferència internacional de pau de les dones a Suïssa, activistes, revolucionàries i simpatitzants es van reunir per afrontar la preocupació per la unitat entre els treballadors a través de les línies de batalla. Allà, Zetkin va parlar:
{{cita|Qui es beneficia d'aquesta guerra? Només una petita minoria a cada nació: els fabricants de fusells i canons, de blindatge i torpediners, els propietaris de drassanes i els proveïdors de les necessitats de les forces armades. En interès dels seus beneficis, han atiat l'odi entre el poble, contribuint així a l'esclat de la guerra. Els treballadors no tenen res a guanyar amb aquesta guerra, però corren el risc de perdre tot allò que els és estimat.
Zetkin, juntament amb Karl Liebknecht, Rosa Luxemburg, Luise Kähler i altres polítics influents de l'SPD, van rebutjar la política del partit de Burgfrieden (una treva entre els partits polítics i el govern i una promesa d'abstenir-se de vagues durant la guerra). Entre altres activitats antibel·licistes, Zetkin va organitzar una conferència internacional de dones socialistes antibel·licistes a Berlín el 1915. A causa de les seves opinions antibel·licistes, va ser arrestada diverses vegades durant la guerra i el 1916 va ser posada sota custòdia protectora, de la qual va ser alliberada més tard per malaltia.

### Adhesió al Partit Comunista
El 1916, Zetkin va ser un dels cofundadors de la Lliga Espartaquista i del Partit Socialdemòcrata Independent d'Alemanya (USPD), que s'havia escindit el 1917 del seu partit matriu, l'SPD, en protesta per la seva postura probel·licista.
El gener de 1919, després de la Revolució Alemanya del novembre de l'any anterior, es va fundar el KPD (Partit Comunista d'Alemanya). Zetkin també s'hi va unir i va representar el partit de 1920 a 1933 al Reichstag.
Zetkin es va involucrar encara més en el moviment comunista a través de les seves interaccions i companyonia amb Vladimir Lenin. La relació entre Zetkin i Lenin va començar el 1920, quan ella va realitzar i gravar entrevistes amb ell. En les entrades del seu diari on resumia les seves converses, va parlar de la seva admiració pel seu lideratge, ja que utilitzava la seva posició de poder per donar veu al poble oprimit. Tres edicions separades de tota la vida de les memòries de Zetkin sobre Lenin (Clara Zetkin. Records de Lenin; Clara Zetkin. D'un quadern; Clara Zetkin. Lenin i les masses) es van incloure al 5è volum de Records de Lenin, publicat per l'Institut de Marxisme-Leninisme sota el Comitè Central, i es van convertir en canòniques per a la seva citació a l'URSS. Inclosa la seva tasca de defensar les veus dels oprimits, Lenin va discutir amb Zetkin la necessitat d'establir un moviment internacional de dones.
Del resum de les converses, és evident que Lenin respectava Zetkin com un col·lega que podia ajudar-lo a implementar la seva estratègia política, no com un inferior. A més de la retòrica de la conversa, el respecte de Lenin per Zetkin és evident, ja que la va contractar per establir el moviment feminista basat en els principis de la teoria marxista. A Zetkin se li va assignar un càrrec per donar suport al comitè pels drets de les dones en la redacció d'una resolució, tesis i directives per avançar en la progressió del moviment. A causa del seu èxit previ en l'emancipació de les dones tant en teoria com en pràctica, Zetkin es va adherir al moviment socialista a principis dels anys vint.
Fins al 1924, Zetkin va ser membre de l'oficina central del KPD. De 1927 a 1929, va ser membre del comitè central del partit. També va ser membre del comitè executiu de la Internacional Comunista (Komintern) de 1921 a 1933. També va presidir un secretariat internacional per a dones, creat per la Internacional Comunista l'octubre de 1920. El juny de 1921, la Segona Conferència Internacional de Dones Comunistes, que es va celebrar a Moscou i va ser presidida per ella, va canviar la data del Dia Internacional de la Dona al 8 de març. Aquesta ha romàs com la data del Dia Internacional de la Dona.
L'estiu de 1922, Zetkin va formar part de l'equip de la fiscalia durant el Judici dels Socialistes Revolucionaris a Moscou, però en altres ocasions va criticar la influència de Moscou sobre el Partit Comunista Alemany, dins del qual formava part de l'ala dreta. Va ser destituïda del Comitè Central del KPD quan l'esquerra, liderada per Ruth Fischer, va prendre el control. Es va oposar a una decisió política presa a Moscou el 1928 per aconseguir que els sindicats comunistes d'Alemanya se separessin de la principal federació dominada pels socialistes i formessin la rival Rote Gewerkschaftsbund. Quan Ióssif Stalin va plantejar això a l'executiva del Komintern, el desembre de 1928, Zetkin va ser un dels tres únics membres de l'executiva que van votar en contra.

L'agost de 1932, tot i que feia poc que havia emmalaltit greument a Moscou, va tornar a Berlín per presidir la inauguració del Reichstag recentment elegit, com a diputada de més edat. Va utilitzar el seu discurs d'obertura per fer una crida als treballadors a unir-se en la lluita contra el feixisme:
| « | La tasca immediata més important és la formació d'un Front Únic de tots els treballadors per tal de fer retrocedir el feixisme […] per tal de preservar per als esclavitzats i explotats la força i el poder de la seva organització, així com per mantenir la seva pròpia existència física. Davant d'aquesta necessitat històrica imperiosa, totes les opinions polítiques, sindicals, religioses i ideològiques inhibidores i divisores han de passar a un segon pla. Tots aquells que se senten amenaçats, tots els que pateixen i tots els que anhelen l'alliberament han de pertànyer al Front Unit contra el feixisme i els seus representants al govern. | » |

Va rebre l’Orde de Lenin (1932) i l’Orde de la Bandera Roja (1927).

### Publicacions
La participació literària de Zetkin va començar el 1892, quan va començar a editar i escriure per al diari femení del SDP, Die Gleichheit, que es tradueix com a Igualtat. Originalment, el diari es titulava Die Arbeiterin (La treballadora), però les seves publicacions van tenir poc èxit. Va dirigir aquest diari fins al 1917. Les seves publicacions tenien com a objectiu mobilitzar la classe treballadora femenina, que incloïa treballadores i mares, per adoptar el socialisme i el feminisme. La qual cosa podria semblar contrària a la protesta contundent de Zetkin de ser anomenada feminista. Els temes tractats van anar des de les vagues de treballadores a Alemanya, el sufragi femení i el treball infantil. Sota el lideratge de Zetkin, el diari es va multiplicar per quaranta el 1910.
El 1921, Clara Zetkin va començar a escriure per a la revista comunista Internacional de Dones Comunistes. El seu propòsit en escriure per a la publicació periòdica era convèncer les dones de l'efectivitat del pensament reformista socialista sobre el pensament capitalista. Les publicacions periòdiques es van expandir globalment i es van convertir en un fòrum perquè les dones comunistes poguessin escoltar sobre les vides d'altres comunistes. La publicació es va centrar en la vida de les dones a Rússia, que havia experimentat una revolució comunista reeixida. Mentre Zetkin s'adheria al model comunista de reforma, els seus escrits van continuar perfilant i defensant que les dones s'unissin a ella en la seva adhesió. De les publicacions periòdiques per a les quals Zetkin va produir i editar, Die Kommunistische Fraueninternationale va ser la que va retratar amb més precisió les seves visions del món reals. La revista rebutjava el feminisme burgès, que no era una afirmació escandalosa per a Zetkin, i defensava que les dones es convertissin en treballadores de l'estat proletari.
Les obres publicades de Zetkin van començar a estancar-se durant l'ascens del govern estalinista a principis dels anys vint. La política de Stalin va frenar i va fer retrocedir gran part del progrés del moviment feminista a la Unió Soviètica, fent que el país tornés a basar-se en ideals conservadors. El número de maig-juny de 1925 de Die Kommunistische Fraueninternationale va ser l'últim número que es va publicar. Això va ser un apèndix a la decisió de traslladar el Secretariat Internacional de la Dona de Berlín a Moscou. L'abril de 1926, el Secretariat Internacional de la Dona va perdre la seva independència i va ser absorbit per la Secció de Dones de l'Executiva del Komintern. L'ascens de la burocràcia de Stalin a la Unió Soviètica va dissoldre la relació que el moviment feminista havia establert amb el govern sota el lideratge de Lenin.

### Exili i mort
Poc després que Adolf Hitler i el seu Partit Nazi prenguessin el poder el 1933, l’incendi del Reichstag va donar al govern nazi l'oportunitat de prohibir completament el KPD i altres partits polítics dissidents. Zetkin es va exiliar per última vegada, aquesta vegada a la Unió Soviètica. Va morir allà, a Arkhangelskoye, prop de Moscou, el 1933, amb gairebé 76 anys. Les seves cendres van ser dipositades a la Necròpolis de la Muralla del Kremlin, al costat de la Muralla del Kremlin de Moscou, a prop de la Plaça Roja. Al funeral van assistir destacats comunistes de tota Europa, com ara Joseph Stalin i Nadejda Krúpskaia (la vídua de Lenin).
Després de 1949, Zetkin es va convertir en una heroïna molt celebrada a la República Democràtica Alemanya (Alemanya Oriental), i totes les grans ciutats tenien un carrer que portava el seu nom. El seu nom encara es pot trobar als mapes de les antigues terres de la RDA. Un carrer de Tula, Rússia, anomenat així per Zetkin (ул. Клары Цеткин) així com un carrer de Belgrad, Sèrbia (ul. Klare Cetkin).

### Llegat
En la dècada posterior al seu exili i mort, el llegat de Zetkin va ser pràcticament oblidat. Semblava que hi havia una connotació negativa associada al seu nom com a figures polítiques, fins i tot l'antic primer ministre de la Unió Soviètica, Ióssif Stalin, la va qualificar de vella bruixa. es va intentar renunciar al Dia Internacional de la Dona a Alemanya, un dels punts culminants de la carrera política de Zetkin. La seva manifestació del 8 de març va ser definida per alguns com un esdeveniment del diable. El 1994, el canceller democristià Helmut Kohl va impedir que el Reichstag de Berlín donés el nom de Zetkin a un carrer. Va ser dur a l'hora de reconèixer el seu llegat és perquè creia que les seves obres van contribuir a la destrucció de la primera democràcia alemanya.
El seu llegat va quedar encara més tacat perquè les seves obres eren desagradables per als moviments feministes dels anys 60 i 70. A Europa, durant les dècades de 1960 i 1970, l'Europa Occidental va iniciar la seva transició cap a les ideologies feministes de segona onada. A mesura que les ideologies feministes de la segona onada van prendre força, una conseqüència directa va ser l'exclusió dels homes de la participació en els moviments de dones. Això és contrari a la filosofia de Zetkin sobre la necessitat que els homes i les dones de la classe treballadora treballin junts per aconseguir l'alliberament de les dones.
Avui dia, molts autors intenten atribuir l'obra de Zetkin a les categories de feminisme socialista o feminisme marxista. Tanmateix, durant la seva vida, el terme feminisme socialista no existia. En l'anàlisi de les seves obres publicades, el terme Frauenrechtlerei s'ha traduït erròniament com a «feminista» o «feminisme». En les seves traduccions més exactes, però, el terme s'utilitzava en una retòrica denigrant per separar els esforços polítics de Zetkin dels feministes burgesos.
El seu fill, Maxim Zetkin, va continuar el seu llegat de lideratge comunista a través de la seva pràctica mèdica en el sistema sanitari soviètic. A la dècada del 1920, Maxim va assistir juntament amb Clara a diversos congressos de la Komintern i va treballar per a diverses missions de la Komintern. Maxim finalment es va unir al Partit Comunista Soviètic després de rebre l'encàrrec d'exercir la cirurgia a Moscou.

## Obres
- Zetkin, Clara. Com combatre el feixisme i vèncer. Primera edició de Tigre de Paper: setembre de 2019.  Manresa: Tigre de Paper Edicions, 2019, p. 144. ISBN 978-84-16855-49-0.[40]